# Ivar Klinga
Karl Ivar Klinga, född 17 juli 1890 i Hargs socken, död 19 augusti 1986 i Uppsala, var en svensk ingenjör.
Ivar Klinga var son till stationsinspektoren Johan Klinga. Han avlade mogenhetsexamen i Uppsala 1908 och utexaminerades från Tekniska högskolan 1911. Klinga var kemist och ingenjör vid Skogens Kol AB i Kilafors 1911–1916 och assistent åt tekniske direktören vid Helsingborgs Gummifabriks AB 1916–1917. 1917 anställdes han vid Korsnäs sågverksaktiebolag i Gävle som driftsingenjör vid cellulosafabrikerna i Karskär, blev förste driftsingenjör där 1935 och var överingenjör 1941–1946. Från 1946 var han avdelningschef vid ingenjörsfirman AB Celleco i Uppsala. Han var styrelseledamot i Tekniska föreningen i Gävle 1933–1934, i Carlholms AB 1941–1944 och i Cellulosaindustrins centrallaboratorium 1942–1944 och i Cellulosaindustrins centrallaboratorium 1942–1945 samt var från 1941 styrelseledamot i Skogsägarnas oljeaktiebolag. Klinga publicerade bland annat Myrsyra i barrvetsträsyra (1914), Analysmetoder för råa terpentin- och träoljor (1917) och Om tekniska metoder för framställning av absolut alkohol (1934).